# Борен, Дезире
Дезире Борен (фр. Désiré Beaurain, 2 сентября 1881 — 24 октября 1963) — бельгийский фехтовальщик, призёр Олимпийских игр.
Родился в 1881 году в Антверпене. В 1908 году принял участие в Олимпийских играх в Лондоне, где сумел завоевать бронзовую медаль в командном первенстве в фехтовании на шпагах. В 1924 году принял участие в Олимпийских играх в Париже, где сумел завоевать серебряную медаль в командном первенстве в фехтовании на рапирах.